# Семюел А. Картрайт
Семюел Адольфус Картрайт (3 листопада 1793 — 2 травня 1863) — американський лікар, який практикував у Міссісіпі та Луїзіані в довоєнних США. Найбільше відомий як винахідник «психічної хвороби» драпетоманії, прагнення раба до свободи, і відвертий противник мікробної теорії.

## Життєпис
У 1825 році Картрайт одружився з Мері Рен з Натчеза, штат Міссісіпі . Під час громадянської війни в США він працював лікарем в армії Конфедерації й служив у таборах біля Віксбурга та Порт-Гудзона.  Йому доручили покращувати санітарні умови для солдатів. 

## Рабство
Медична асоціація Луїзіани доручила Картрайту розслідувати «хвороби та фізичні особливості негритянської раси». Його доповідь була виголошена як промова на щорічних зборах 12 березня 1851 року та опублікована в її часописі.  Найбільш сенсаційні його положення, присвячені drapetomania та dysaesthesia aethiopica, були передруковані в DeBow's Review. Згодом він підготував скорочену версію з посиланням на джерела для Southern Medical Reports. 
«Якщо вони все-таки стали незадоволені своїм становищем, їх слід відшмагати батогом, щоб вони не втекли». Описуючи свою теорію та ліки від драпетоманії, Картрайт спирався на уривки з християнського писання, що стосуються рабства.
Картрайт також винайшов інший «розлад», етіопічну дизестезію, хворобу, яка «вражає як розум, так і тіло». Картрайт використовував свою теорію, щоб пояснити відсутність трудової етики серед рабів.  Dysestesia aethiopica, «названа наглядачами «негідністю», характеризувалася частковою нечутливістю шкіри та «настільки великим розвитком інтелектуальних здібностей, що було схоже на напівсонну людину». Інші симптоми включали «ураження тіла, які може виявити медичний спостерігач, які завжди присутні та достатні для пояснення симптомів».  
За словами Картрайта, dysaesthesia aethiopica була «набагато більш поширеною серед вільних темношкірих, які живуть окремо, ніж серед рабів на наших плантаціях, і вражає лише тих рабів, які живуть як вільні негри стосовно дотримання дієти, а також вживання напоїв, виконання фізичних вправ тощо». Справді, за словами Картрайта, «майже всі [вільні темношкірі] більшою чи меншою мірою вражені нею, у яких немає у білої людини, яка б керувала ними та піклувалася про них».

## У культурі
- Картрайт згадувався у фільмі 2004 року КША: Конфедеративні Штати Америки. У фільмі після того, як Конфедеративні Штатів Америки виграють громадянську війну в США, Картрайта працює у вигаданому Інституті Картрайта з хвороб свободи - медичної школи, яка вивчає його теорію про драпетоманію та інші «негритянські особливості».
- Картрайт також зображений у фільмі про експлуатацію 1971 року «До побачення, дядечко Том» разом із багатьма іншими історичними постатями того часу. Примітно, що у фільмі Картрайт є євреєм, яким він не був насправді.

## Публікації
- Cartwright, M. D., S. A. (August 1851). How to Save the Republic, and the Position of the South in the Union. DeBow's Journal. Т. 11, № 2. с. 184—197.
- Cartwright, Dr. (July 1858). Dr. Cartwright on the Caucasians and the Africans. DeBow's Review. Т. 25, № 1. с. 45—56. Процитовано 15 травня 2018.
- Cartwright, Samuel A. (September 1859). The Education, Labor, and Wealth of the South. DeBow's Review. Т. 27, № 3. с. 263—279.
- Cartwright, Samuel A. (August 1860). Unity of the Human Race Disproved by the Hebrew Bible. DeBow's Review. Т. 4, № 2. с. 129—136. Процитовано 29 вересня 2019.
- Cartwright, Samuel A. (1863). An essay on the natural history of the prognathous race of mankind. The Dred Scott decision. Opinion of Chief Justice Taney, with an introduction by Dr. J.H. Van Evrie. Also, an appendix, containing an essay on the natural history of the prognathous race of mankind, originally written for the New York Day-book, by Dr. S. A. Cartwright, of New Orleans. New York: Van Evrie, Horton & Co. с. 45–48.

### Цитування
1. ↑  SNAC — 2010.
2. ↑  Miller, Randall M.; John David Smith (1997). Dictionary of Afro-American Slavery. Westport: Praeger. ISBN 0-313-23814-6.
3. ↑  Homoeopathic Medical College of Missouri (1888). The Clinical Reporter. Т. 1. с. 320. Процитовано 20 червня 2015.
4. 1 2 3  "Samuel A. Cartwright and Family Papers", Mss. 2471, 2499,
Inventory, Louisiana and Lower Mississippi Valley Collections, Special Collections, Hill Memorial Library, Louisiana State University Libraries, Baton Rouge, Louisiana State University, page 4.
5. ↑  Cartwright, Samuel A. (May 1851). Report on the Diseases and Physical Peculiarities of the Negro Race. New Orleans Medical and Surgical Journal: 691—715. Процитовано 25 травня 2018.
6. ↑  Cartwright, Ssmuel A. (July 1851). Diseases and Peculiarities of the Negro Race. DeBow's Review. Т. 11, № 1. с. 64—74.
7. ↑  Cartwright, Samuel A. (1851). The Diseases and Physical Peculiarities of the Negro Race. Southern Medical Reports. Т. 2. с. 421—429.
8. ↑  Pilgrim, David. "Question of the Month: Drapetomania" [Архівовано 2011-06-14 у Wayback Machine.]. Jim Crow Museum. Jim Crow Museum, Ferris State University. November 2005.
9. ↑  Paul Finkelman (1997). Slavery & the Law. Rowman & Littlefield. с. 305. ISBN 0-7425-2119-2.
10. ↑  Rick Halpern, Enrico Dal Lago (2002). Slavery and Emancipation. Blackwell Publishing. с. 273. ISBN 0-631-21735-5.